# Runrig
Runrig — шотландская келтик-рок-группа, сформированная в 1973 году, изначально под названием The Run Rig Dance Band (термином «Run rig» называют систему землевладения, практиковавшуюся в Шотландии). Музыка группы характеризуется сильным уклоном в рок, с лирикой, посвящённой истории, политике и людям Шотландии. Есть также песни, посвящённые сельскому хозяйству и землевладению. В Великобритании они чрезвычайно популярны, а в США остаются, в основном, культовой группой среди почитателей кельтской музыки.
На следующий год после основания группы к троице братьев Макдональд Рори (Rory MacDonald, бас-гитара, вокал), Кэлама (Calum MacDonald, ударные, вокал) и Блэйра (Blair Douglas, аккордеон, клавишные) присоединился Донни Манро (Donnie Munro, ведущий вокал, гитара). Первые четыре альбома были изданы на инди-лейблах. Группа пережила ряд кадровых изменений, прежде чем остановиться на следующем составе: братья Макдональд, Донни Манро, Питер Уишарт (Peter Wishart, клавишные), Иэйн Бэйн (Iain Bayne, ударные) и Малькольм Джонс (Malcolm Jones, гитара, волынка, аккордеон). В таком составе они подписали контракт с мейджор-лейблом Chrysalis и выпустили пятый альбом The Cutter and the Clan (1987). Также на Chrysalis были изданы следующие четыре альбома, после чего Манро решил заняться политикой и в 1997 году покинул группу. Его заменил канадский певец Брюс Гатро (Bruce Guthro), появившийся на десятом альбоме In Search of Angels (1999), изданном на собственном лейбле группы Ridge Records.

## Дискография

### Студийные альбомы
- Play Gaelic (1978)
- The Highland Connection (1979)
- Recovery (1981)
- Heartland (1985)
- The Cutter and the Clan (1987)
- Searchlight (1989)
- The Big Wheel (1991)
- Amazing Things (1993)
- Mara (1995)
- In Search of Angels (1999)
- The Stamping Ground (2001)
- Proterra (with Paul Mounsey) (2003)
- Everything You See (2007)
- The Story (2016)

### Концертные альбомы
- Once in a Lifetime (1988)
- Transmitting Live (1994)
- Live at Celtic Connections 2000 (2000)
- Day of Days (2004)
- Year of the Flood (2008)
- Party on the Moor (3 CD Boxset) (31st March, 2014)

### Сборники
- The Best of Runrig: Long Distance (1996)
- The Gaelic Collection 1973-1998 (Double CD)(1998)
- The Best: Thirty Year Journey (2005)
- 50 Great Songs (2010)

### Видео
- City of Lights (1990)
- Wheel in Motion (1991)
- Air an Oir (1993)
- Live at Stirling Castle: Donnie Munro's Farewell (1997)
- Live in Bonn (1998)
- Day of Days - The 30th Anniversary Concert (2004)
- Mod for Rockers (2006)
- Year of the Flood (Beat The Drum) (2008)
- Party on the Moor - 2 DVD (31 March 2014)
- Party on the Moor - Bluray (31st March, 2014)

### Синглы
- "Loch Lomond" (1983)
- "Dance Called America" (1984)
- "Skye" (1984)
- "The Work Song" (1986)
- "Worker for the Wind" (1987)
- "Protect and Survive" (1988)
- "News from Heaven" (1989)
- "Every River" (1989)
- "Capture the Heart EP" (1990, #49 UK)
- "Hearthammer EP" (1991, #25 UK)
- "Flower of the West" (1991, #43 UK)
- "Wonderful" (1993, #29 UK)
- "The Greatest Flame" (1993, #36 UK)
- "This Time of Year" (1994, #38 UK)
- "An Ubhal as Àirde" (1995, #18 UK)
- "Things That Are" (1995, #40 UK)
- "Rhythm of My Heart" (1996, #24 UK)
- "The Greatest Flame EP" (1996, #30 UK)
- "The Message" (1999)
- "Maymorning" (1999)
- "This Is Not a Love Song" (1999)
- "Book of Golden Stories" (2001)
- "Empty Glens" (2003)
- "Year of the Flood" (2007)
- "Clash of the Ash" (2007)
- "Loch Lomond" (2007, #9 UK) (with Tartan Army)
- "Year of the Flood" (2008)
- "Road Trip" (2008)[2]
- "And We'll Sing" (2013)

## Видеоклипы
- Runrig - Rhythm of my Heart
- Runrig - Skye (live)
- Runrig - Loch Lomond (live)
- Runrig - Maymorning (live)